# Giải bóng đá Cúp Quốc gia 2007
Giải bóng đá Cúp Quốc gia 2007, tên gọi chính thức là Giải bóng đá Cúp Quốc gia Vinakansai Cement 2007 vì lý do tài trợ, là mùa giải thứ 15 của Giải bóng đá Cúp Quốc gia do Liên đoàn bóng đá Việt Nam (VFF) tổ chức. Giải đấu bao gồm 27 câu lạc bộ thuộc hai giải chuyên nghiệp và hạng Nhất tham dự.

## Vòng sơ loại
| Ngày 9 tháng 2 năm 2007 | Quân khu 4 | 0 – 1 | Thành Nghĩa - Quảng Ngãi | Sân vận động Quân khu 4                       |  |
| 15:00                   |            |       | Francisco Anjos 3'       | Lượng khán giả: 4000 Trọng tài: Đào Văn Cường |  |

| Ngày 9 tháng 2 năm 2007 | Đồng Tháp                                      | 2 – 1 | An Giang      | Sân vận động Cao Lãnh  |  |
| 15:00                   | Nguyễn Ngọc Đăng Khoa 40' · Châu Phong Hòa 57' |       | Dio Preye 36' | Trọng tài: Hồ Huy Hồng |  |

| Ngày 9 tháng 2 năm 2007 | Quảng Nam      | 1 – 0 | Thanh Hoá | Sân vận động Quảng Nam                         |  |
| 15:00                   | Huỳnh Dũng 90' |       |           | Lượng khán giả: 300 Trọng tài: Nguyễn Xuân Hòa |  |

| Ngày 9 tháng 2 năm 2007 | Khatoco Khánh Hòa                | 3 – 0 | Tây Ninh | Sân vận động Nha Trang                      |  |
| 15:00                   | Nguyễn Ngọc Điểu 57', 68', 90+3' |       |          | Lượng khán giả: 1000 Trọng tài: Võ Minh Trí |  |

| Ngày 9 tháng 2 năm 2007 | Cần Thơ                  | 2 – 1 | Hoàng Anh Gia Lai | Sân vận động Cần Thơ                            |  |
| 15:30                   | Kokheidze Irakli 8', 59' |       | Vũ Duy Hoàng 16'  | Lượng khán giả: 2500 Trọng tài: Trần Khánh Hưng |  |

| Ngày 9 tháng 2 năm 2007 | Đá Mỹ Nghệ Sài Gòn | 0 – 5 | Becamex Bình Dương                                             | Sân vận động Củ Chi                           |  |
| 15:30                   |                    |       | Trần Trường Giang 35', 42', 65' · Vũ Phong 54' · Philani 90+2' | Lượng khán giả: 500 Trọng tài: Phạm Quốc Dũng |  |

| Ngày 9 tháng 2 năm 2007 | Đạm Phú Mỹ Nam Định                                  | 4 – 0 | Quân khu 5 | Sân vận động Thiên Trường                      |  |
| 16:00                   | Harrison Eric 5', 41', 72' · Odibe Chukwunwize 90+2' |       |            | Lượng khán giả: 1000 Trọng tài: Hoàng Anh Tuấn |  |

| Ngày 9 tháng 2 năm 2007 | Huda Huế                                             | 0 – 0 (4 - 3 p) | Than Quảng Ninh | Sân vận động Tự Do                               |  |
| 16:00                   | Harrison Eric 5', 41', 72' · Odibe Chukwunwize 90+2' |                 |                 | Lượng khán giả: 2000 Trọng tài: Nguyễn Quốc Việt |  |

| Ngày 9 tháng 2 năm 2007 | TCDK Sông Lam Nghệ An | 1 – 0 | Thể Công Vietel | Sân vận động Vinh                             |  |
| 16:00                   | Valdiney 37'          |       |                 | Lượng khán giả: 1000 Trọng tài: Đặng Thanh Hạ |  |

| Ngày 9 tháng 2 năm 2007 | Thép Miền Nam - Cảng Sài Gòn                                           | 4 – 1 | Thép Pomina Tiền Giang | Sân vận động Quân khu 7                          |  |
| 17:00                   | Huỳnh Ngọc Quang 14' · Jao M.F.Da Silva 41', 52' · Trần Quốc Thịnh 70' |       | Đỗ Hoàng Tú 46'        | Lượng khán giả: 1000 Trọng tài: Nguyễn Trọng Thư |  |

| Ngày 9 tháng 2 năm 2007 | Vạn Hoa Hải Phòng | 1 – 0 | Hà Nội - ACB | Sân vận động Lạch Tray                      |  |
| 17:00                   | Abdalla 81'       |       |              | Lượng khán giả: 2000 Trọng tài: Vũ Bảo Linh |  |

## Vòng 1/8
| Ngày 24 tháng 2 năm 2007 | Khatoco Khánh Hòa  | 1 – 0 | Cần Thơ | Sân vận động Nha Trang                         |  |
| 15:00                    | Trần Thiện Hảo 52' |       |         | Lượng khán giả: 1500 Trọng tài: Dương Văn Hiền |  |

| Ngày 24 tháng 2 năm 2007 | Đồng Tháp                                             | 2 – 1 | Becamex Bình Dương       | Sân vận động Cao Lãnh                       |  |
| 15:30                    | Phan Thanh Bình 55' · Bosango Mputu Fudije Albert 78' |       | Diego Fabian Molazes 84' | Lượng khán giả: 4000 Trọng tài: Hồ Huy Hồng |  |

| Ngày 24 tháng 2 năm 2007 | Huda Huế | 0 – 0 (6 - 5 p) | Vạn Hoa Hải Phòng | Sân vận động Tự Do                         |  |
| 16:00                    |          |                 |                   | Lượng khán giả: 7000 Trọng tài: Phạm Quang |  |

| Ngày 24 tháng 2 năm 2007 | Đạm Phú Mỹ Nam Định                                                    | 4 – 1 | Quảng Nam      | Sân vận động Thiên Trường                       |  |
| 16:00                    | Harrison Muranda 30' · Trần Trọng Lộc 33' · Phạm Thanh Nguyên 38', 77' |       | Huỳnh Dũng 88' | Lượng khán giả: 1000 Trọng tài: Phùng Đình Dũng |  |

| Ngày 24 tháng 2 năm 2007 | Hòa Phát Hà Nội  | 1 – 1 (6 - 5 p) | Thành Nghĩa - Quảng Ngãi | Sân vận động Hàng Đẫy                        |  |
| 16:00                    | Cao Sỹ Cường 72' |                 | Nguyễn Quang Thế 8'      | Lượng khán giả: 2000 Trọng tài: Đỗ Quốc Hoài |  |

| Ngày 24 tháng 2 năm 2007 | TCDK Sông Lam Nghệ An | 0 – 0 (1 - 0 p) | SHB Đà Nẵng | Sân vận động Vinh                           |  |
| 16:00                    |                       |                 |             | Lượng khán giả: 6000 Trọng tài: Vũ Bảo Linh |  |

| Ngày 24 tháng 2 năm 2007 | Thép Miền Nam - Cảng Sài Gòn | 0 – 2 | Đồng Tâm Long An                     | Sân vận động Quân khu 7                        |  |
| 17:00                    |                              |       | Tshamala 8' · Nguyễn Minh Phương 63' | Lượng khán giả: 2000 Trọng tài: Phạm Quốc Dũng |  |

| Ngày 24 tháng 2 năm 2007 | Pisico Bình Định                | 2 – 2 (3 - 2 p) | Đồng Nai                               | Sân vận động Quy Nhơn                           |  |
| 17:00                    | Lê Hòa 1' · Phan Thanh Hoàn 38' |                 | Lê Thanh Phương 52' · Đỗ Xuân Hùng 74' | Lượng khán giả: 3500 Trọng tài: Nguyễn Xuân Hòa |  |

## Tứ kết
| Ngày 31 tháng 5 năm 2007 | Hòa Phát Hà Nội | 0 – 2 | Đạm Phú Mỹ Nam Định      | Sân vận động Hàng Đẫy                       |  |
| 16:00                    |                 |       | Hoàng Ngọc linh 32', 70' | Lượng khán giả: 1000 Trọng tài: Vũ Bảo Linh |  |

| Ngày 31 tháng 5 năm 2007 | Huda Huế | 0 – 3 | TCDK Sông Lam Nghệ An                | Sân vận động Tự Do                               |  |
| 16:00                    |          |       | Lê Công Vinh 22', 77' · Valdiney 37' | Lượng khán giả: 1500 Trọng tài: Nguyễn Trọng Thư |  |

| Ngày 31 tháng 5 năm 2007 | Pisico Bình Định                                              | 4 – 2 | Đồng Tháp                                 | Sân vận động Quy Nhơn                           |  |
| 16:00                    | Trần Đoàn Khoa Thanh 9' · Sarayoot 27', 63' · Lê Kim Bình 70' |       | Phạm Thanh Tuấn 30' · Phan Thanh Bình 90' | Lượng khán giả: 1800 Trọng tài: Nguyễn Xuân Hoà |  |

| Ngày 1 tháng 6 năm 2007 | Khatoco Khánh Hòa | 1 – 0 | Đồng Tâm Long An | Sân vận động Nha Trang |  |
| 16:00                   | Văn Phú 62'       |       |                  |                        |  |

## Bán kết
| Ngày 9 tháng 9 năm 2007 | Đạm Phú Mỹ Nam Định  | 1 – 1 (4 - 3 p) | TCDK Sông Lam Nghệ An  | Sân vận động Thiên Trường                      |  |
| 16:00                   | Khương Quốc Tuấn 91' |                 | Nguyễn Trọng Hoàng 74' | Lượng khán giả: 2000 Trọng tài: Hoàng Anh Tuấn |  |

| Ngày 9 tháng 9 năm 2007 | Pisico Bình Định | 1 – 1 (7 - 6 p) | Khatoco Khánh Hòa | Sân vận động Quy Nhơn                            |  |
| 16:00                   | Lê Minh Mính 20' |                 | Đào Văn Phong 42' | Lượng khán giả: 4000 Trọng tài: Nguyễn Trọng Thư |  |

## Chung kết
| 30 tháng 9 năm 2007 | Đạm Phú Mỹ Nam Định                                                                                 | 1 – 0    | Pisico Bình Định                                                                               | Sân Ninh Bình, Ninh Bình                        |  |
| 15:30               | Trần Trọng Lộc 17' · Hoàng Ngọc Linh (11) 65' · Hoàng Danh Ngọc (30) 75' · Phùng Văn Nhiên (15) 83' | Chi tiết | Cao Văn Dũng (3) 38' · Lê Thanh Phương (15) 55' · Sarayoot (10) 55' · Đoàn Khoa Thanh (12) 72' | Lượng khán giả: 8.000 Trọng tài: Hoàng Anh Tuấn |  |

| Vô địch Cúp Quốc gia 2007 ĐPM Nam Định Lần thứ nhất |